# Oreomecon radicata
Il papavero artico (Oreomecon radicata (Rottb.) Banfi, Bartolucci, J.-M.Tison & Galasso) è una pianta appartenente alla famiglia delle Papaveraceae.

## Descrizione

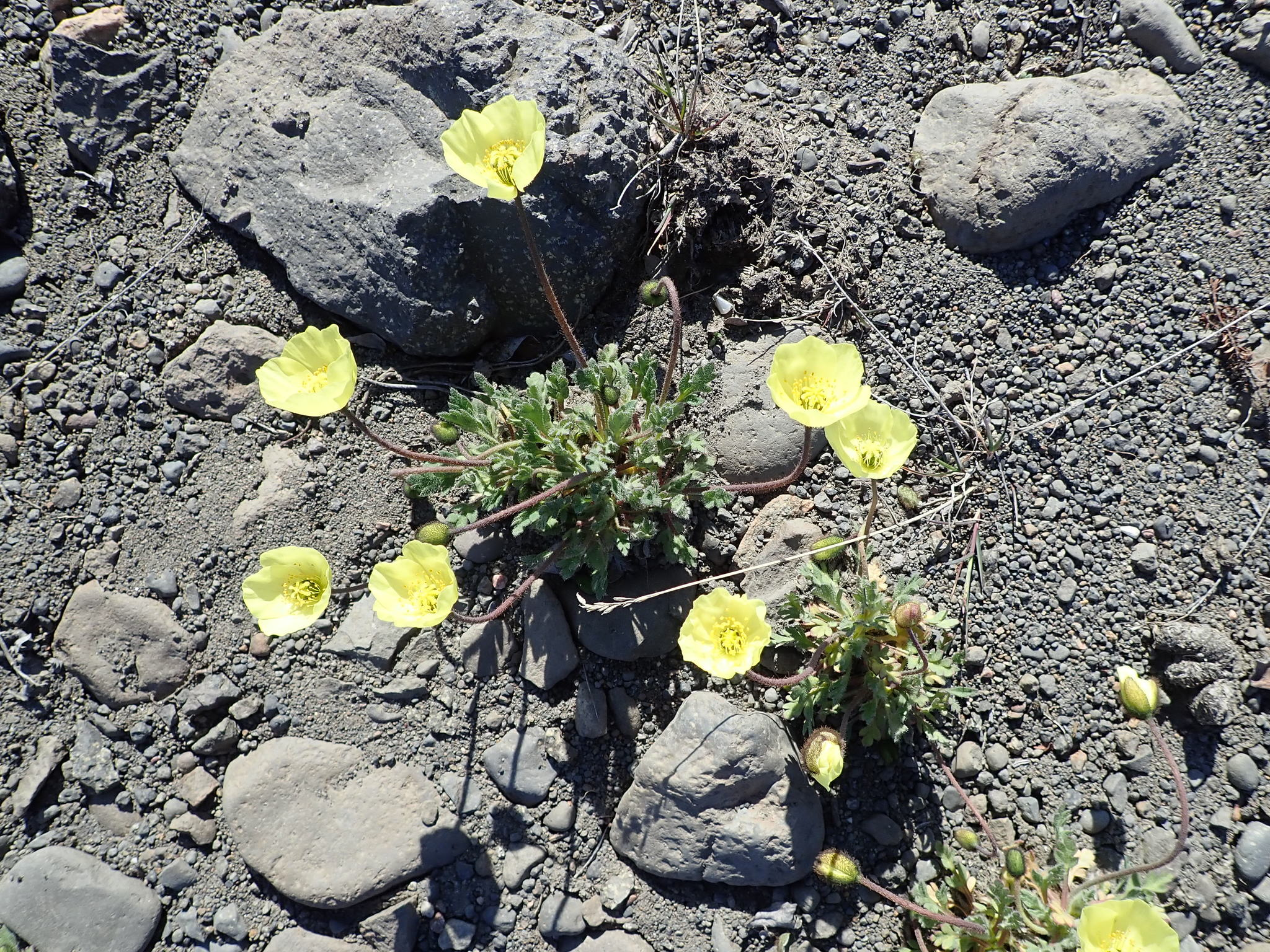
Papavero artico in fiore

Il papavero artico è una pianta erbacea perenne dalla linfa lattiginosa di colore giallo. Da un singolo apparato radicale, forma una rosetta basale relativamente densa comprendente più piante, costituite da foglie pelose e lanceolate con 3-5 lobi di colore verde-blu, grossolanamente dentate.
La pianta produce un solo fiore di dimensioni fino a 5 cm per ognuno degli steli, alti da 12 a 20 cm, non ramificati, svettanti e pelosi, spesso rossastri. Il perianzio è costituito da due sepali pelosi e quattro petali di colore giallo zolfo lunghi circa 1,5 cm. Dall'ovario forma una capsula, lunga circa 1 cm e spessa 0,6 cm, che contiene un gran numero di semi molto piccoli.

## Ecologia
Il papavero artico presenta delle strutture simili a peli che ricoprono lo stelo e i sepali, e che servono a trattenere il calore, fungendo così da isolante.
Il papavero artico è un vero collettore solare: i suoi petali sono modellati in modo tale da poter catturare i raggi del sole e rifletterli sugli ovari al centro del fiore. I capolini si orientano verso il sole e permettono ai suoi raggi di trovarsi sempre nell'angolo di incidenza ottimale. In questo modo la pianta riesce ad aumentare la temperatura permettendo ai semi di maturare nel più breve tempo possibile, una caratteristica essenziale per la sopravvivenza della specie nella breve estate artica.

## Distribuzione e habitat
Il papavero artico ha una distribuzione circumpolare nei climi artici ed è presente sulle coste della Groenlandia e nell'Artico a nord-est del Canada (Arcipelago artico canadese e Canada continentale compresa la costa settentrionale della provincia del Quebec), in Alaska settentrionale, in Islanda, in Lapponia, alle Svalbard, nella Terra di Francesco Giuseppe e sulla costa nordorientale della Siberia. Insieme alla Saxifraga oppositifolia, questa specie è la angiosperma che vive più a nord; entrambe sopravvivono ancora a 83°40' di latitudine nord sull'isola di Kaffeklubben, che è generalmente considerata la terraferma più settentrionale del mondo.
I papaveri artici preferiscono crescere in aree aperte ghiaiose.